# Töchtersöhne Records
Töchtersöhne Records (Eigenschreibweise: töchtersöhne, auch als Töchtersöhne OG) ist ein österreichisches Unternehmen, welches sowohl als Plattenlabel, Promotion- und Musikagentur, als auch als Verlags- und Booking-Partner hauptsächlich nationale Künstler vertritt.

## Geschichte
2017 wurde Töchtersöhne in Wien gegründet. Die Alben der ersten Bands Folkshilfe und Krautschädl stiegen in die Top 15 der Austro-Charts ein. #11 Sing 2019, #3 Vire 2023 und #11 Best of Krautschädl 2019.
Weitere kommerzielle Erfolge stellten sich in den Booking-Aktivitäten zum Beispiel mit Folkshilfe ein: 2020, 2022 und 2023 waren sie für Live Act des Jahres Amadeus Austrian Music Award nominiert.
2023 begann unter anderem die Zusammenarbeit mit der neu gegründeten Supergroup Aut of Orda. Die vierte gemeinsam veröffentlichte Single Mi Amor reüssierte in den Single-Charts. Die darauf folgende Single fix net normal erreichte Platz 3 in den österreichischen Single-Charts. 2024 erreichte das Debüt-Album Das Empörium schlägt zurück Platz 1 der österreichischen Album-Charts und ist seit mehr als 10 Wochen durchgehend in den Top 75 zu finden.
Bei den Amadeus Music Awards waren mehrere Acts der Agentur nominiert.
Das Label ist sowohl Mitglied der IFPI als auch der Indies und damit sowohl innerhalb der Indielabels als auch bei den größeren Labels innerhalb der Interessensgemeinschaft organisiert.

## Bekannte Künstler
- Aut of Orda
- Avec
- Blonder Engel
- Conchita Wurst
- Folkshilfe
- Granada
- Ina Regen
- Julian le Play
- Krautschädl
- Lemo
- Poxrucker Sisters
- Simon Lewis
- Tina Naderer